# Eenheidsstaat

Eenheidsstaten

Een eenheidsstaat of een unitaire staat is een staat waarvan de macht uitsluitend bij een centrale overheid ligt.
Een eenheidsstaat kan wel decentralistisch zijn (gedecentraliseerde eenheidsstaat), en zijn bevoegdheden delegeren aan regionale organen, maar is altijd bevoegd om deze organen op te heffen of te beperken. Voorbeelden van decentralistische unitaire staten zijn België in de periode van 1970 tot 1993 en het Verenigd Koninkrijk. Ook Nederland is een gedecentraliseerde eenheidsstaat.
Eenheidsstaten kunnen zeer centralistisch zijn, en alle macht bij zich houden. De Franse republiek ten tijde van de Franse Revolutie wordt gezien als de ultieme eenheidsstaat. Ook nu nog is Frankrijk een van de meest unitaristische landen ter wereld.
Andere vormen van staatkundige indeling zijn de federatie en de confederatie.